# Покровка (Теренкольський район)
Покро́вка (каз. Покровка) — село у складі Теренкольського району Павлодарської області Казахстану. Входить до складу Жанакурлиського сільського округу.
Населення — 83 особи (2021; 163 у 2009, 330 у 1999, 431 у 1989).
Національний склад станом на 1989 рік:
- казахи — 74 %.